# Gareth Gates
Gareth Paul Gates (Bradford, 1984. július 12. –) angol énekes-dalszerző és színész.
2002-ben második helyezett volt a brit Pop Idol tehetségkutató műsorban. Ezt követően indul szólókarrierje, első kislemeze egy feldolgozás volt ("Unchained Melody"), ameyl első helyezett lett a brit kislemezlistán, és kétszeres platina státuszt ért el hazájában. Második kislemeze, az "Anyone of Us (Stupid Mistake)" még ennél is nagyobb sikert aratott, és máig Gates legismertebb slágere világszerte.
Gareth Gates három stúdióalbumot és egy válogatásalbumot adott ki. 2008-ra hazájában több mint három és fél millió lemezt adott el. Színészetel is foglalkozik, őként színházi darabokban látható. Dadog.

## Diszkográfia

### Stúdióalbumok
- What My Heart Wants to Say (2002)
- Go Your Own Way (2003)
- Pictures of the Other Side (2007)

### Válogatásalbum
- The Very Best of Gareth Gates (2014)